# Sant Romà d'Estac
Sant Romà d'Estac és una ermita del poble d'Estac, en el terme municipal de Soriguera, a la comarca del Pallars Sobirà. Pertanyia a l'antic terme d'Estac.
Està situada en el paratge denominat Sant-romassos, al costat de ponent del Camp del Rei, en un pla situat sota i al sud del Clot dels Boters i damunt i al nord-oest de la Coma-sabanis. És a 1,2 quilòmetres en línia recta del poble d'Estac, en direcció nord-nord-oest.